# زنان در برونئی
زنان در برونئی زنانی هستند که در برونئی زندگی می‌کنند. در برونئی، زنان به عنوان افرادی با مقام بسیار بالاً شناخته می‌شوند. وزارت امور خارجه ایالات متحده آمریکا اظهار داشت، که تبعیض علیه زنان در برونئی یکی از مشکلات است.

## حقوق قانونی
این قانون آزار و اذیت جنسی را منع کرده و مقرر کرده‌است که هرکسی که مورد تعرض یا سوء استفاده جنسی قرار گیرد، به مجازات حبس تا پنج سال و همچنین او را با قمه (نوعی چاقو) محکوم می‌کنند.
این قانون مجازات حبس تا ۳۰ سال و حبس با کمتر از ۱۲ سکته را برای تجاوز جنسی در نظر گرفته‌است. قانون کشور تجاوز به همسر را جرم تلقی نمی‌کند. این صریحاً بیان می‌دارد که رابطه جنسی توسط مرد با همسرش، تا زمانی که وی زیر ۱۳ سال نداشته باشد، تجاوز محسوب نمی‌شود. حمایت از حمله جنسی توسط همسر تحت قانون اصلاح شد، قانون خانواده اسلامی ۲۰۱۰ و قانون زنان متأهل ۲۰۱۰ اعمال شد و از آن پس برای همسران و زنان متأهل هم قانون تجاوز جنسی و محکوم کردن همسر وی در صورت تجاوز جنسی را در پی خواهد داشت.
یک واحد ویژه با کارمندان افسران زن در بخش پلیس ایجاد شده‌است تا شکایات و دعواهای خانوادگی و کودک آزاری را بررسی کند. یک خط تلفنی برای گزارش خشونت و دعوا در خانه در دسترس افراد قرار دارد و می‌توانند گزارش‌های و شکایات خود را از طریق آن اعلام کنند.
زوجین و افراد حق تصمیم‌گیری در مورد تعداد، فاصله و زمان فرزندان خود را دارند و از طریق کلینیک‌های دولتی و خصوصی به دستگاه‌ها و روش‌های پیشگیری از بارداری دسترسی دارند. طبق اطلاعات جمع‌آوری شده توسط سازمان ملل متحد، در سال ۲۰۰۸ میزان مرگ و میر مادران ۲۱ مرگ در هر ۱۰۰۰۰۰ تولد فرزنده زنده تخمین زده شده‌است.
شهروندان از مراقبت‌های پزشکی و بهداشتی رایگان بهره می‌برند، از جمله حضور متخصص زنان در هنگام زایمان، مراقبت‌های قبل از تولد و مراقبت‌های ضروری زنان و زایمان و پس از زایمان برخوردار هستند. دسترسی زنان به مراکز تشخیصی و درمانی برای بیماریهایی که نیاز به مراقبت می‌باشد.
مطابق تفسیر دولت از احکام قرآنی، زنان مسلمان حقوقی مشابه حقوق مردان مسلمان در تمام بخش‌های زندگی مانند طلاق و حضانت فرزند دارند. طبق قوانین اسلامی مردان دو برابر ارث زنان را می‌گیرند. قانون مدنی به شهروندان زن اجازه می‌دهد، تابعیت خود را به فرزندان خود منتقل کنند و دارای اموال و دارایی‌های دیگر از جمله املاک تجاری باشند.

### حقوق تولید مثل

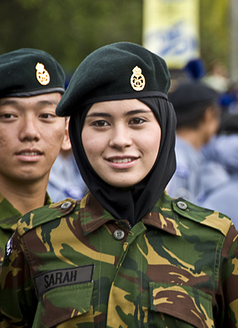
پنگیران آناک سارا (ولیعهد برونئی) با لباس رزمی ارتش در سال ۲۰۰۹میلادی.

سقط جنین در برونئی تا حد زیادی غیرقانونی است، به استثنای اینکه زندگی زن در خطر باشد. پیش از این، مجازات دریافت سقط جنین تا هفت سال زندان بود، و ۱۰–۱۵ سال برای شخصی که سقط کرده بود مجازات در نظر می‌گرفتند.در سال ۲۰۱۴، دولت برونئی قانون کیفری شرعی را در چند مرحله اجرا کرد که قرار بود مجازات سقط جنین را به اعدام با سنگسار افزایش دهد. این قسمت از قانون قرار بود در سال ۲۰۱۶ به اجرا در آید، اگرچه اکنون انتظار می‌رود در سال ۲۰۱۸ به اجرا درآید.

## هنجارهای لباس
بسیاری از زنان مسلمان در برونئی از روسری سنتی استفاده می‌کنند که به آن تودونگ می‌گویند. با این حال، دولت زنان را مجبور نمی‌کند که سر و موهای خود را بپوشانند. (برخلاف آنچه دولت سایر کشورهای اسلامی مانند جمهوری اسلامی انجام می‌دهد).

## نقش‌های جنسیتی
در سال‌های اخیر، زنان برونئی دارای بسیاری از مسئولیت‌های مهم در این کشور می‌باشند. آنها می‌توانند به استخدام در نیروهای مسلح برونئی هستند. اما در شرایط جنگ اجازه جنگیدن ندارند.

## قاچاق جنسی
زنان و دختران و حتی خارجی‌های در برونئی قاچاق جنسی می‌کنند. آنها در سراسر کشور مورد تجاوز جنسی و جسمی و روحی قرار می‌گیرند.